# Чиксулуб
Чиксулуб (Чикшулуб) — метеоритний кратер, утворений падінням на Землю 10-кілометрового астероїда 66 мільйонів років тому. Загальновизнано, що спричинені цією подією кліматичні зміни були причиною крейдово-палеогенового вимирання — масового вимирання 75 % видів рослин і тварин на Землі, включаючи не-пташиних динозаврів. 
Кратер розташований на півострові Юкатан у Мексиці. Його центр міститься на березі моря біля громади Чиксулуб, від якої й походить назва кратера. З діаметром 180 км і глибиною 20 км він є одним з найбільших метеоритних кратерів на Землі. Кратер був виявлений наприкінці 1970-х років, і в 1990 році було доведено його ударне походження.

## Походження назви
Назва походить від назви мексиканського містечка Чикшулуб-Пуерто, поблизу якого розташований центр кратера. Мовою мая Chicxulub ([tʃikʃu'lub]) означає «демон кліщів». Назва вказує на здавна відому високу поширеність цих членистоногих у тій місцевості.

## Історія вивчення
Наприкінці 1970-х років геолог Волтер Альварес і його батько, лауреат Нобелівської премії з фізики Луїс Альварес висунули теорію про те, що крейдове вимирання було спричинене падінням на Землю астероїда. Основним їхнім доказом було те, що в тонкому шарі глини на межі крейда-палеоген спостерігалась аномально висока концентрація іридію — рідкого на Землі хімічного елемента, але поширеного в астероїдах. Рівень іридію в цьому шарі подекуди перевищував фоновий рівень в 160 разів. Цей феномен отримав назву іридієва аномалія. Науковці припустили, що цей надлишковий іридій був доставлений на Землю астероїдом, випарений під час удару й осів на інших ділянках поверхні Землі, утворюючи шар глини, збагаченої іридієм. У той час не було єдиної думки щодо причин крейдового вимирання, і запропоновані теорії, включали вибух наднової, зміною клімату та геомагнітну інверсію :1095. Багато палеонтологів відкинули ударну гіпотезу Альваресів, наголошуючи що відсутність скам’янілостей близько межі крейдового та палеогенового періоду — «проблема трьох метрів» — свідчить про більш поступове вимирання.
Альвареси разом з Френком Асаро та Гелен Мішель з Каліфорнійського університету в Берклі, опублікували статтю про іридієву аномалію в журналі "Science" у червні 1980 року. Після їхньої статті з’явилися інші повідомлення про подібні максимуми концентрації іридію на межі крейда-палеоген по всій земній кулі, що викликало широкий інтерес до причини крейдового вимирання. У 1980-х роках на цю тему було опубліковано понад 2000 робіт:82. Однак не було відомих жодного ударного кратера потрібного віку та розміру, що спонукало до пошуку відповідного кандидата. Усвідомлюючи масштаби роботи, Лі Хант і Лі Сільвер організували в 1981 році міждисциплінарну зустріч у Сноуберді в США. За збігом обставин, того ж тижня були представлені докази існування саме того кратера, який вони шукали, - але наукова спільнота не звернула на них уваги:83–84.

З часом гіпотеза Альвареса здобула підтримку частини наукової спільноти, але не є загальноприйнятою: дебати про її істинність тривають.

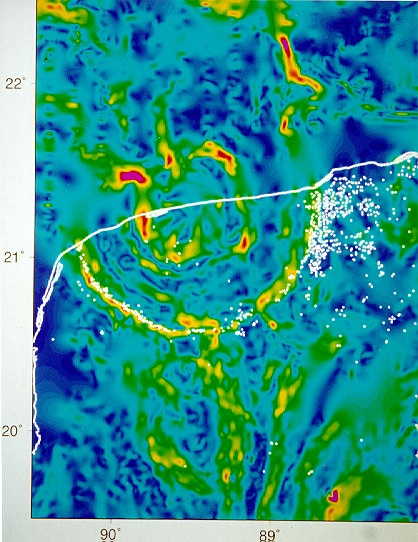
Карта гравітаційного градієнта навколо кратера. Узбережжя показано білою лінією. Білими крапками позначено розташування сенот.

У 1980-х роках група американських археологів вивчала розташування сенот — священних криниць мая. На супутникових знімках було помічено, що ці криниці утворюють велетенське півколо, краї якого виходять у море. Про зв'язок між юкатанським кільцем криниць та теорією про астероїд Альваресів, першим повідомив техаський журналіст Карлос Б'ярс, який 1981 року написав статтю для Houston Chronicle. Результати досліджень було повідомлено на конференції в Акапулько 1988 року, що привернуло увагу наукової спільноти.
На початку 1990-х кратер інтенсивно досліджували науковці всього світу.

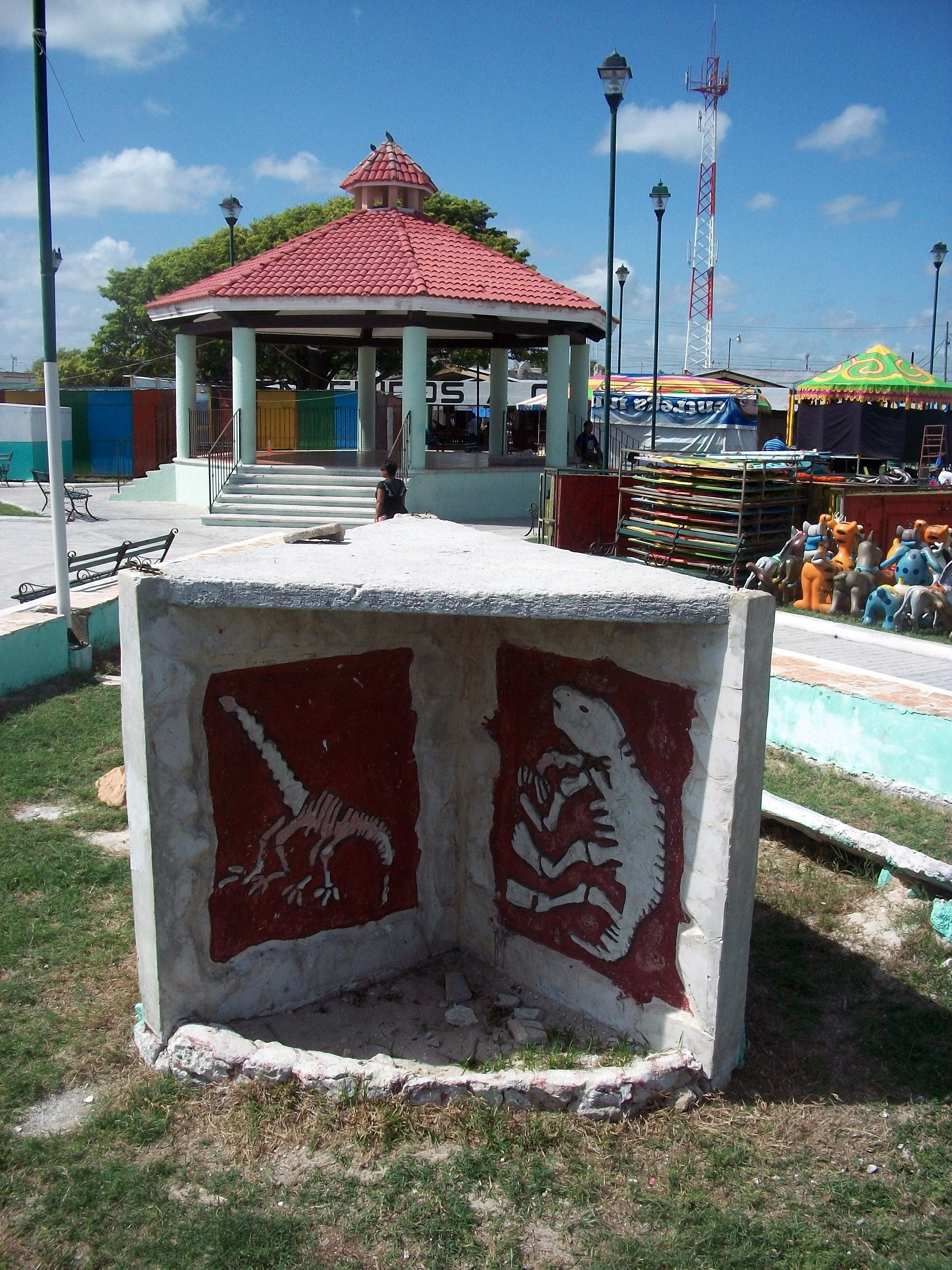
Бетонний постамент у містечку Чикшулуб-Пуерто із зображенням динозаврів та їх решток.

Місцеві мешканці та відвідувачі цих місць знають про кратер дуже мало. Аби привернути увагу людей до катастрофічної події, що сталася 66 млн років тому, і залучити до регіону туристів у вересні 2018 року між Чикшулубом-Пуерто та найбільшим містом Юкатана — Мерідою — відкрили «Музей науки кратера Чикшулуб». Музей є спільним проєктом мексиканського уряду та Національного автономного університету Мексики (UNAM).

## Загальний опис
Кратер утворився близько 65 мільйонів років тому наприкінці крейдового періоду внаслідок зіткнення з метеоритом діаметром близько 10 км. Енергія зіткнення оцінюється в 5× 1023 джоулів або в 100 000 гігатонн у тротиловому еквіваленті (для порівняння, найбільший термоядерний пристрій мав потужність близько 0,05 гігатонн). Утворився кратер, що мав глибину близько 30 км.
За припущеннями, удар також викликав цунамі висотою 50—100 метрів. Підняті частки пилу викликали зміни клімату, подібні до вулканічної зими, оскільки поверхня Землі понад рік була закрита від прямих сонячних променів пиловою хмарою. Подібні явища спостерігалися після вивержень вулкана Тамбора 1815 року та вулкана Кракатау 1883 року, які є наймасштабнішими в історії вулканічними виверженнями. Зокрема, перше виверження мало наслідковий феномен «Рік без літа».